# Medbh McGuckian

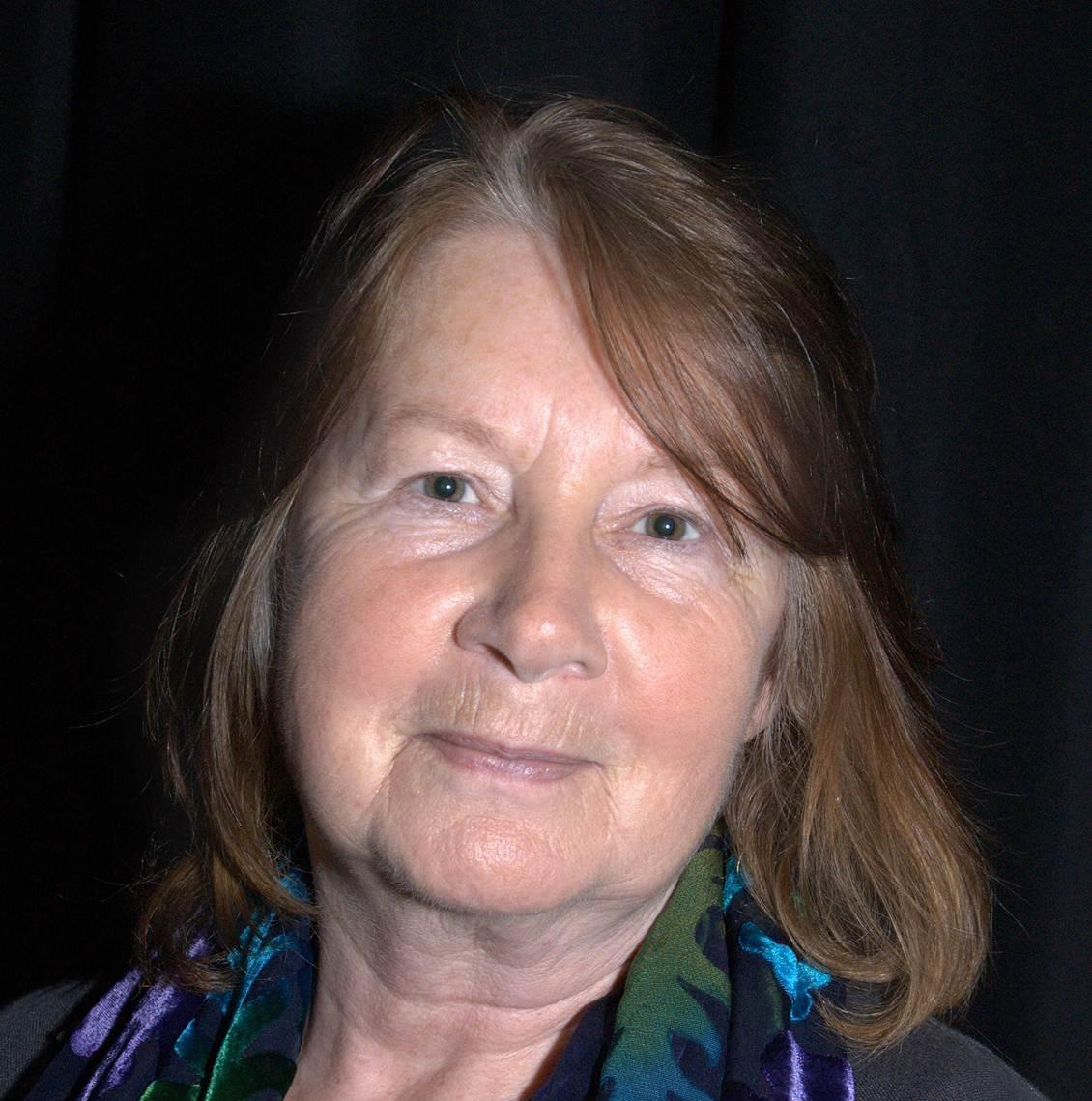
Medbh McGuckian

Medbh McGuckian (ur. 12 sierpnia 1950 w Belfaście) – północnoirlandzka poetka.
Kształciła się w przyklasztornej szkole prowadzonej przez dominikanów, a następnie ukończyła studia na Uniwersytecie Queen's w Belfaście (jednym z jej wykładowców był Seamus Heaney). Przez pewien czas pracowała jako nauczycielka i redaktor, w latach 1985–88 jako pierwsza kobieta zdobyła stanowisko "writer-in-residence" na Uniwersytecie Queen's, a później także na University of Ulster w Coleraine oraz w Trinity College w Dublinie.
Jej poezje po raz pierwszy opublikowane zostały w roku 1980 w dwu arkuszach poetyckich Single Ladies: Sixteen Poems oraz Portrait of Joanna, w tym samym roku została też laureatką Eric Gregory Award. Pierwszy tomik poetycki McGuckian pt. The Flower Master (1982) był wielokrotnie nagradzany (m.in. Rooney Prize for Irish Literature oraz Ireland Arts Council Award), również wydany w 1989 roku zbiór On Ballycastle Beach przyniósł jej nagrodę (Cheltenham Prize). Za wiersz zatytułowany "She is in the Past, She Has This Grace" uzyskała w roku 2002 nagrodę Forward Poetry Prize. 
Medbh McGuckian redagowała również antologię poezji północnoirlandzkiej pt. The Big Striped Golfing Umbrella: Poems by Young People from Northern Ireland dla Arts Council of Northern Ireland (1985) i wraz z inną poetką, Eiléan Ní Chuilleanáin, przełożyła na język angielski zbiór pisanych po irlandzku wierszy Nuali Ní Dhomhnaill (The Water Horse, 1999).
Medbh McGuckian należy do Aosdána. 
W Polsce jej wiersze przekładał Andrzej Szuba (The Princess of Parallelograms - Księżniczka równoległoboków, 1998), ukazały się również w niewielkim wyborze w "Literaturze na Świecie", także w jego przekładzie. Największy wybór wierszy poetki przynosi antologia Sześć poetek irlandzkich (2012) w przekładach Jerzego Jarniewicza

## Wybrana twórczość

### Poezja
- The Flower Master, 1982
- Venus and the Rain, 1984
- On Ballycastle Beach, 1988
- Marconi's Cottage, 1991
- Captain Lavender, 1994
- Selected Poems, 1997
- Drawing Ballerinas, 2001
- The Face of the Earth, 2002
- Had I a Thousand Lives, 2003
- The Book of the Angel, 2004

### Tłumaczenia
- The Water Horse: Poems in Irish by Nuala Ní Dhomhnaill with translations into English by Medbh McGuckian and Eiléan Ní Chuilleanáin, 1999